# Anders Frandsen
Anders Frandsen (Copenaghen, 8 dicembre 1960 – Copenaghen, 1º gennaio 2012) è stato un cantante e conduttore televisivo danese.
Ha rappresentato la Danimarca all'Eurovision Song Contest 1991 con il brano Lige der hvor hjertet slår.

## Biografia
Anders Frandsen ha avviato la sua carriera come presentatore televisivo su Kanal 2. È salito alla ribalta come cantante nel 1991 con la sua partecipazione al Dansk Melodi Grand Prix, il programma di selezione del rappresentante danese per l'Eurovision Song Contest, dove ha presentato l'inedito Lige der hvor hjertet slår. La sua vittoria gli ha permesso di cantare sul palco eurovisivo a Roma, dove si è piazzato 19º su 22 partecipanti con 8 punti totalizzati.
È tornato al Dansk Melodi Grand Prix l'anno successivo, questa volta in qualità di presentatore insieme ad Anne-Cathrine Herdorf. Negli anni successivi ha avuto fortuna come conduttore su TV3 e come imprenditore nel campo degli articoli da regalo.
Anders Frandsen è stato trovato morto dai suoi amici nella sua casa nel quartiere della capitale danese di Hellerup il giorno di Capodanno del 2012. È stata successivamente diffusa la notizia che il decesso è avvenuto per avvelenamento da monossido di carbonio.

## Discografia

### Album
- 1992 – Anders Frandsen

### Singoli
- 1991 – Lige der hvor hjertet slår